# Piotr Bajtlik
Piotr Bajtlik (ur. 4 marca 1982 w Mysłowicach) – polski aktor teatralny, filmowy i dubbingowy, śpiewak  i lektor.

## Życiorys
W 2005 został absolwentem Akademii Teatralnej im. Aleksandra Zelwerowicza w Warszawie.
Jako aktor zadebiutował w 2000 występem w Teatrze Rozrywki w Chorzowie. W kolejnych latach współpracował z warszawskimi teatrami: Teatrem Studio Buffo (przy musicalach Metro i Romeo i Julia w reż. J. Józefowicza) i Polonia (zagrał Henryka w Grubych rybach M. Bałuckiego w reż. Krystyny Jandy). W 2006 został aktorem Teatru Polskiego im. Arnolda Szyfmana w Warszawie, w którym zagrał w ponad 20 przedstawieniach, m.in. Popa w Ukraińskim Dekameronie Klima (reż. Vlad Troicki), Alfreda w Mężu i żonie A. Fredry (reż. Jarosław Kilian), Krogstada w Domu lalki H. Ibsena (reż. Agnieszka Lipiec-Wróblewska) i Horacego w Szkole żon Moliera (reż. Jacques Lassalle). Stworzył także liczne role w spektaklach Teatru Polskiego Radia, poza tym występuje w produkcjach Teatru Telewizji.
Telewidzom znany jest z ról w serialach: M jak miłość (2005–2008), W rytmie serca (2018) czy Oko za oko (2018). Jest również aktorem dubbingowym. Jesienią 2020 został głosem stacji telewizyjnej TTV.
W czerwcu 2025 ożenił się z piosenkarką Sashą Strunin. Z poprzedniego małżeństwa ma czworo dzieci.

## Film
- 2005: Na dobre i na złe – Kostek
- 2005: Pensjonat pod Różą – Igor
- 2007: Pierwsza miłość
- 2007: Odwróceni – młody policjant (odc. 7)
- 2008: Teraz albo nigdy! – kurier (odc. 14)
- 2004–2008: M jak miłość – Adam Leszczyński
- 2009: Przeznaczenie – Łukasz, bratanek Edwina
- 2010: Plebania – ks. Marek
- 2012: Na dobre i na złe – Maciek
- 2012: Mika – Łukasz
- 2018: Oko za oko – Mateusz, adorator Anny Wysockiej
- 2018: W rytmie serca – Adrian

## Teatr TV
- 2008: Pseudonim Anoda – Heniek
- 2010: Kolęda nocka. 30 lat później – Zakochany
- 2012: Szkoła żon – Horacy
- 2020: Negocjator – gość z Polski
- 2020: Halo, halo, tu mówi Warszawa – Michał Jaworski

## Wybrane spektakle teatralne
- Cecil Canterville w The Canterville Ghost (reż. Joshua T. Williams, 2000 r.[3] TR)
- Romeo w Romeo i Julii[4]  W. Szekspira (reż. M. Mahor, premiera 2005 r., W-wa)
- Merkucjo / Laurenty w musicalu Romeo i Julia (reż. J. Józefowicz, Teatr Buffo, W-wa)
- Piekielny Piotruś w Zielonej Gęsi K.I. Gałczyńskiego (reż. J. Kilian, Teatr Polski, W-wa)
- Filon w Balladynie J. Słowackiego (reż. J. Kilian, Teatr Polski, Warszawa)
- Guildenstern w Rosencrantz i Guildenstern nie żyją T. Stopparda (reż. E. Kaufmann[5])
- Henryk w Grubych rybach Bałuckiego (reż. K. Janda, Teatr Polonia, Warszawa)
- Giovanni w Krainie kłamczuchów Wojtyszki (reż. M.Wojtyszko, Teatr Polski, Warszawa)
- Ksiądz[6] w Do Amsterdamu. Wieczór piosenek J. Brela (reż. A. Biernacki,  TP)
- Pinokio w Pinokiu Collodiego (reż. J. Kilian, Teatr Polski, Warszawa)
- Karol w Nowym Don Kiszocie Fredry (reż. N. Kozłowska,  TP, 2011 r.)
- Horacy w Szkole żon Moliera (reż. J. Lassalle, Teatr Polski, Warszawa, 2011 r.)
- Książę Burgundii w Królu Learze Szekspira (reż. J. Lassalle,  TP, 2014 r.)
- Cesarz Liliputu w Podróżach Guliwera (reż. J. Kilian, Teatr Polski, Warszawa, 2016 r.)
- Pop / Filozof w Ukraińskim Dekameronie Klima (reż. V. Troicki,  TP, 2016 r.)
- Alfred w Mężu i żonie Fredry (reż. J. Kilian, Teatr Polski, Warszawa, 2017 r.)
- Abey Cohen w musicalu List z Warszawy (reż. N. Kozłowska, muz. G. Guthman, W-wa, 2019 r.)

## Słuchowiska radiowe
- 2010: Hamlet Szekspira (reż. W. Modestowicz) – Rosencrantz
- 2010: Szkoła żon Moliera (reż. W. Modestowicz) – Horacy
- 2010: Wychowanka Fredry (reż. H. Rozen) – Pan Piotr
- 2010: Moje drzewko pomarańczowe J.M. Vasconcelosa (reż. W. Modestowicz) – Ariovaldo
- 2010: Bazuka Dany Łukasińskiej (reż. W. Modestowicz) – Tiszert
- 2010: Księżyc wschodzi J. Iwaszkiewicza (reż. W. Modestowicz) – Jerzy
- 2010: Noc Andrzeja Stasiuka (reż. Julia Wernio) – Ciało martwego złodzieja
- 2012: Portret Doriana Graya Wilde’a (reż. W. Modestowicz) – Dorian Gray

## Dubbing filmowy
- 2001: Dwanaście okrążeń – Rene Cartier
- 2003: Świat nonsensów u Stevensów
- 2005: Księżniczka na lodzie
- 2007: Klub Winx – tajemnica zaginionego królestwa – Brandon
- 2008: Tatastrofa
- 2009: Pokémon: Arceus i Klejnot Życia – Marcus, człowiek przygotowujący jedzenie
- 2009: Madagwiazdka
- 2009: Barbie i trzy muszkieterki – książę Ludwik
- 2009: Dzwoneczek i zaginiony skarb – Kamień
- 2010: Harriet szpieguje: Wojna blogów – Skander Hill
- 2010: Zaplątani (chór)
- 2010: Przyjaciel Świętego Mikołaja
- 2010: Liceum Avalon – Marco
- 2010: Rio – Nico
- 2010: Big Time Rush – Logan
- 2010: Przyjaciel świętego Mikołaja
- 2012: Podróż na Tajemniczą Wyspę – Sean
- 2012: Barbie Life in the Dreamhouse – Ryan
- 2012: Dzwoneczek i sekret magicznych skrzydeł – Zefir
- 2012: Życie Pi – Pi Patel
- 2013: Percy Jackson: Morze potworów – Percy Jackson
- 2013: Tajemnica zielonego królestwa – Nod
- 2013: Teen Beach Movie – Butchy
- 2014: Lego: Przygoda – Emmet
- 2014: Rio 2 – Nico
- 2014: Wojownicze Żółwie Ninja – Leonardo
- 2014: Bella i Sebastian – Peter
- 2015: Flintstonowie: Wielkie Łubu-dubu – John Cenastone
- 2015: Dom
- 2015: Scooby-Doo!: Pora księżycowego potwora – Clark Sporkman
- 2015: Minionki – Herb O’Haracz
- 2015: Teen Beach 2 – Butchy
- 2016: Zwyczajny film – Mordechaj
- 2016: Pies, który ocalił Wielkanoc – Fred Stein
- 2016: Troskliwe Misie: Najlepsi z najlepszych – Śpioszek
- 2016: Troskliwe Misie: W blasku gwiazd – Śpioszek
- 2016: Batman v Superman: Świt sprawiedliwości
- 2016: Alicja po drugiej stronie lustra – James Harcourt
- 2016: Wojownicze żółwie ninja: Wyjście z cienia – Leonardo
- 2016: Dzień Niepodległości: Odrodzenie – Agent Travis
- 2016: Wszystkowidząca – Våbenmester
- 2016: Pies, który uratował lato – Fred Stein
- 2016: Daleko na północy
- 2016: Epoka lodowcowa 5: Mocne uderzenie – Roger
- 2016: Powrót na Dziki Zachód – Doc Duvalier
- 2016: Sekretne życie zwierzaków domowych
- 2016: Pokémon: Hoopa i starcie wszech czasów
- 2016: Scooby-Doo! i WWE: Potworny wyścig – Stardust
- 2016: DC Super Hero Girls: Bohater roku – Jonathan Kent
- 2016: Trolle – Mruk
- 2016: Tellur Aliens – Butch
- 2016: Bruno i Bucior: Wskakujcie do basenu – Wilbur Hackenschleimer
- 2017: Alpejska przygoda – Armon, Nauczyciel, Wujek Ursliego
- 2017: DC Super Hero Girls: Super Hero High – Jonathan Kent, Hal Jordan
- 2017: Transformers: Ostatni rycerz
- 2017: Alex i spółka: Jak dorosnąć pod okiem rodziców
- 2017: Kocur – Mertan, Porucznik
- 2017: Bruno i Bucior: To niemożliwe w Macdonald Hall – Wilbur Hackenschleimer
- 2017: Lego Marvel Super Heroes: Avengers Reassembled – Hawkeye
- 2017: Liga Sprawiedliwości
- 2017: Monster Island – Peter
- 2017: Trolle. Świąteczna misja – Mruk
- 2017: Gantz:O –  George Shimaki, Hachiro Oka
- 2018: Bruno i Bucior: Eksperyment – Wilbur Hackenschleimer
- 2018: Cudowny chłopak – Nate
- 2018: Tomb Raider – Rog
- 2018: Tarzan i Jane – Tarzan
- 2018: Predator – Coyle
- 2018: Lip Sync Battle Dzieciaki: Wydanie świąteczne – Nick Cannon
- 2019: Bumblebee
- 2019: Lego: Przygoda 2 – Emmet Klockowski,  Rex
- 2021: Eternals – Ikaris[7]

## Dubbing serialowy
- 2007: Bakugan: Młodzi wojownicy – książę Hydron
- 2008: Batman: Odważni i bezwzględni –
  - Speedy (odc. 34),
  - Thaddeus Jr (odc. 36)
- 2008: Suite Life: Nie ma to jak statek – Armando (odc. 27)
- 2008–2010: Aaron Stone – Trevor (odc. 30)
- 2008–2010: Imagination Movers – Smitty
- 2008–2011: Inazuma Eleven – David Samford (odc. 37-38, 56-58, 67-69)
- 2009: Ja w kapeli
- 2009–2010: Jonas
- 2010: Para królów – Jerry (odc. 7)
- 2010: Powodzenia, Charlie! – Spencer
- 2010: Connor Heath: Szpieg stażysta – Dillon Krug (odc. 5)
- 2010: Big Time Rush – Logan
- 2010–2014: Zwyczajny serial – Mordechaj
- 2011: Beyblade: Metal Masters – Tsubasa Otori
- 2011: Jake i piraci z Nibylandii – Pep (piracki dżin)
- 2012: Wodogrzmoty Małe
- 2012: Totalna Porażka: Zemsta Wyspy – Mike
- 2012: MLP:FiM – Garble (odc. 47)
- 2012: Supa Strikas: Piłkarskie rozgrywki – North
- 2012: Mega Spider-Man –
  - Flint Marko / Sandman,
  - Hawkeye
- 2012: Iron Man: Armored Adventures – Gene Khan/Mandaryn
- 2012: Ninjago: Mistrzowie spinjitzu – Darret
- 2012: Szczury laboratoryjne – Trent
- 2012–2014: Violetta – Marotti
- 2012: Klinika dla pluszaków – Jaciążek
- 2013: Jeźdźcy smoków – Dagur
- 2013: Max Steel – Maxwell McGrath
- 2013: Power Rangers Megaforce – Jake Holling
- 2013: Avengers: Zjednoczeni – Hawkeye
- 2013: Pszczółka Maja –
  - Karol,
  - Dino
- 2014: Totalna Porażka: Plejada gwiazd – Mike
- 2014: Głupczaki – mechanik
- 2014: Team Hot Wheels –
  - Wyatt,
  - babcia Wyatta
- 2014: Kosmoloty – Kruk
- 2014: Akademia tańca – Chris
- 2014: Lato w mieście – Boaz
- 2015: Małe czarodziejki – tata Hazel
- 2015: Blaze i mega maszyny – Blaze
- 2015: Anna i androidy – Wilbert
- 2015: Ben 10: Omniverse
- 2015: Na końcu świata – Luke
- 2015: The Returned – Adam Darrow
- 2016: Totalna Porażka: Wariacki wyścig – Don
- 2016: Fresh Beat Band. Kapela detektywów – Twist
- 2016: Troskliwe Misie i kuzyni – Dzielny Lew
- 2016: K3 – Bob
- 2016: Soy Luna – Tino
- 2016: Bumble i Gumble – Kloc
- 2016: Kulipari: Żabia armia – Burnu
- 2017: Mirette na tropie – Tata Mirette
- 2017: Garderoba Julie – Spike
- 2017: Bunsen, ty bestio! – Tata Mikeya
- 2017: Bingo i Rolly w akcji – H.A.P.S.
- 2017: Projekt Mc² – Darone
- 2017: Spytaj Mądroboty – Bing
- 2018: Andy na safari – Andy
- 2018: Andy i sekretna kryjówka – Andy
- 2018: Voltron: Legendarny obrońca – Hunk
- 2018: Kto to był?
- 2018: Smoczy Książę – Soren
- 2018: Trolle: Impreza trwa! – Mruk
- 2020: Zwariowane melodie: Kreskówki – Sęp Szponek (odc. 32b)

## Gry
- 2011: Battlefield 3
- 2011: Wiedźmin 2: Zabójcy królów
- 2012: Diablo III
- 2012: Hitman: Rozgrzeszenie – Tyler Colvin
- 2013: Samoloty
- 2015: Battlefield Hardline – Tyson
- 2016: Doom – głos z głośników bazy UAC
- 2016: Dishonored 2
- 2017: Horizon Zero Dawn – Varl

## Programy i piosenki
- 2011: Art Attack –
  - Can Sipahi (gospodarz programu) (seria II),
  - Ozgun Kamaran (gospodarz programu) (seria III)

programy telewizyjne
- od 2020: e-MOCje – prowadzący program w TVP ABC (program o problemach psychologicznych dzieci i młodzieży)[8]
- 2017–2018: Zwierzaki Czytaki – prowadzący program w TVP ABC

wykonywane piosenki
- 2010: Zaplątani – „Marzenie mam”
- 2014: Rio 2 – „Nie będziesz już sam”
- 2016: Trolle – „Twój Kolor” i „Bez Końca”

## Nagrody
- 2003: Grand Prix Festiwalu im. Anny German w Zielonej Górze za interpretacje utworów Katarzyny Gärtner Tańczące Eurydyki i Zakwitnę różą
- 2018: Arete – nagroda za debiut w Teatrze Polskiego Radia[9]